# Pál Kovács
Pour les articles homonymes, voir Kovacs.
Pál Kovács (17 juillet 1912, Debrecen - 8 juillet 1995, Budapest) est un escrimeur hongrois. 

## Biographie
Il commence le sport comme sauteur en hauteur puis se tourne vers l'escrime avec le sabre comme arme. Aux Jeux olympiques d'été de 1952, il remporte le titre olympique individuel. Des Jeux de 1936 à ceux de 1960, il remporte 5 médailles d'or en sabre par équipe avec la Hongrie. 
Après sa retraite sportive, il devient président de la Fédération hongroise d'escrime puis plus tard vice-président de la Fédération internationale d'escrime.
Il est le père d'Attila et Tamás Kovács, tous deux escrimeurs.

## Palmarès
| Jeux olympiques  | 1936 | 1948   | 1952 | 1956 | 1960 |
| ---------------- | ---- | ------ | ---- | ---- | ---- |
| Sabre individuel |      | Bronze | Or   |      |      |
| Sabre par équipe | Or   | Or     | Or   | Or   | Or   |

| Championnats du monde d'escrime | 1937 | 1951   | 1953 | 1954   | 1955 | 1957 | 1958 |
| ------------------------------- | ---- | ------ | ---- | ------ | ---- | ---- | ---- |
| Sabre individuel                | Or   | Argent | Or   | Argent |      |      |      |
| Sabre par équipe                | Or   | Or     | Or   | Or     | Or   | Or   | Or   |

## Honneur
L'astéroïde (230656) Kovácspál est nommé en son honneur.